# Vuelta a Colombia 1993
La 43.ª edición de la Vuelta a Colombia (patrocinada como: Vuelta a Colombia Colmena) tuvo lugar entre el 20 de marzo y el 4 de abril de 1993. El antioqueño Carlos Mario Jaramillo del equipo Lotería de Medellín-Aguardiente Antioqueño se coronó campeón con un tiempo de 61 h, 9 min y 54 s.

## Equipos participantes
| Equipo                                     | Categoría   |
| ------------------------------------------ | ----------- |
| Agua Natural Glacial                       | Aficionado  |
| Alemania-Ahusan (Hessen)                   | Aficionado  |
| Cadafe (Venezuela)                         | Aficionado  |
| Carchi (Ecuador)                           | Aficionado  |
| Ciclo Tiendas-Pinturas Rust Oleum          | Aficionado  |
| Gaseosas Glacial                           | Profesional |
| Kelme-Pony Malta-Xacobeo                   | Profesional |
| Lotería de Medellín-Aguardiente Antioqueño | Profesional |
| Lotería de Nariño                          | Aficionado  |
| Manzana Postobón                           | Aficionado  |
| Pílsener (Ecuador)                         | Aficionado  |
| Pony Malta-Avianca                         | Aficionado  |

## Etapas
| Etapa      | Fecha       | Recorrido                                      | Distancia (km) | Ganador                | Líder                  |
| ---------- | ----------- | ---------------------------------------------- | -------------- | ---------------------- | ---------------------- |
| 1.ª etapa  | 20 de marzo | Tulcán - Ipiales                               | 11,5 (CRI)     | Libardo Niño Corredor  | Libardo Niño Corredor  |
| 2.ª etapa  | 21 de marzo | Tulcán - Pasto                                 | 95,4           | Gerardo Moncada        | Raúl Montaña           |
| 3.ª etapa  | 22 de marzo | Pasto - El Bordo                               | 165,8          | Jorge León Otálvaro    | Raúl Montaña           |
| 4.ª etapa  | 23 de marzo | Popayán - Palmira                              | 153,5          | Omar Trompa            | Raúl Montaña           |
| 5.ª etapa  | 24 de marzo | Cali - Pereira                                 | 219,2          | Rúber Albeiro Marín    | Raúl Montaña           |
| 6.ª etapa  | 25 de marzo | Santa Rosa de Cabal - Medellín                 | 202,5          | Santiago Amador        | Pedro Rodríguez        |
| 7.ª etapa  | 26 de marzo | Itagüí - Manizales                             | 188,5          | Carlos Mario Jaramillo | Pedro Rodríguez        |
| 8.ª etapa  | 27 de marzo | Manizales - Armenia-Ibagué                     | 216,6          | Hernán Patiño          | Pedro Rodríguez        |
| 9.ª etapa  | 28 de marzo | Ibagué - Bogotá                                | 212,6          | Libardo Niño Corredor  | Israel Ochoa           |
| 10.ª etapa | 29 de marzo | Sopó - Duitama                                 | 176,3          | Rúber Albeiro Marín    | Israel Ochoa           |
| 11.ª etapa | 30 de marzo | Tunja - San Gil                                | 191,8          | Néstor Oswaldo Mora    | Israel Ochoa           |
| 12.ª etapa | 31 de marzo | San Gil - Bucaramanga                          | 100,2          | Javier de Jesús Zapata | Israel Ochoa           |
| 13.ª etapa | 1 de abril  | Bucaramanga - Pamplona                         | 129            | Juan Carlos Rosero     | Israel Ochoa           |
| 14.ª etapa | 2 de abril  | Pamplona - San Cristóbal                       | 126            | Jorge León Otálvaro    | Israel Ochoa           |
| 15.ª etapa | 3 de abril  | Cúcuta - Chinácota                             | 40,4 (CRI)     | Libardo Niño Corredor  | Carlos Mario Jaramillo |
| 16.ª etapa | 4 de abril  | Circuito Cúcuta - Ureña - San Antonio - Cúcuta | 120,9          | Raúl Acosta            | Carlos Mario Jaramillo |

## Clasificaciones finales

### Clasificación general
Los diez primeros en la clasificación general final fueron:
| Clasificación general |                        |                                            |                  |
| Ciclista              | Ciclista               | Equipo                                     | Tiempo           |
| --------------------- | ---------------------- | ------------------------------------------ | ---------------- |
| 1.º                   | Carlos Mario Jaramillo | Lotería de Medellín-Aguardiente Antioqueño | 61 h 09 min 54 s |
| 2.º                   | Édgar Humberto Ruiz    | Manzana Postobón                           | + 31 s           |
| 3.º                   | Israel Ochoa           | Gaseosas Glacial                           | + 46 s           |
| 4.º                   | Luis Alberto González  | Gaseosas Glacial                           | + 58 s           |
| 5.º                   | José Jaime González    | Manzana Postobón                           | + 59 s           |
| 6.º                   | Gerardo Moncada        | Manzana Postobón                           | + 1 min 04 s     |
| 7.º                   | Pedro Rodríguez        | Pony Malta-Avianca                         | + 1 min 06 s     |
| 8.º                   | Álvaro Sierra Peña     | Gaseosas Glacial                           | + 1 min 57 s     |
| 9.º                   | Federico Muñoz         | Kelme-Pony Malta-Xacobeo                   | + 3 min 55 s     |
| 10.º                  | Rúber Albeiro Marín    | Manzana Postobón                           | + 4 min 01 s     |

### Clasificación de la montaña
| Clasificación de la montaña |                     |                  |        |
| Ciclista                    | Ciclista            | Equipo           | Puntos |
| --------------------------- | ------------------- | ---------------- | ------ |
| 1.º                         | José Jaime González | Manzana Postobón | ND     |

### Clasificación de las metas volantes
| Clasificación de las metas volantes |                     |                          |        |
| Ciclista                            | Ciclista            | Equipo                   | Puntos |
| ----------------------------------- | ------------------- | ------------------------ | ------ |
| 1.º                                 | Néstor Oswaldo Mora | Kelme-Pony Malta-Xacobeo | ND     |

### Clasificación de la combinada
| Clasificación de la combinada |                        |                                            |        |
| Ciclista                      | Ciclista               | Equipo                                     | Puntos |
| ----------------------------- | ---------------------- | ------------------------------------------ | ------ |
| 1.º                           | Carlos Mario Jaramillo | Lotería de Medellín-Aguardiente Antioqueño | ND     |

### Clasificación de la regularidad
| Clasificación de la regularidad |                     |                  |        |
| Ciclista                        | Ciclista            | Equipo           | Puntos |
| ------------------------------- | ------------------- | ---------------- | ------ |
| 1.º                             | Rúber Albeiro Marín | Manzana Postobón | ND     |

### Clasificación de los novatos
| Clasificación de los novatos |                |                   |        |
| Ciclista                     | Ciclista       | Equipo            | Tiempo |
| ---------------------------- | -------------- | ----------------- | ------ |
| 1.º                          | Sergio Escobar | Lotería de Nariño | ND     |

### Clasificación por equipos
| Clasificación por equipos |                  |        |
| Equipo                    | Equipo           | Tiempo |
| ------------------------- | ---------------- | ------ |
| 1.º                       | Manzana Postobón | ND     |